# Vierge (astrologie)
Pour les articles homonymes, voir Vierge.
Le signe astrologique de la Vierge, de symbole ♍︎, est lié aux personnes nées approximativement entre le 24 août et le 22 septembre en astrologie tropicale. Il correspond pour celle-ci (la plus populaire en Occident) à un angle compris entre 150 et 180 degrés comptés sur l'écliptique (le cercle des signes du zodiaque) à partir du point vernal. Il est associé à la constellation du même nom en astrologie sidérale.

## Origine, mythologie
Chez les Mésopotamiens, la constellation de la Vierge se nomme l'Épi.
Connue des anciens Égyptiens, c'est l'une des 48 constellations identifiées par Claude Ptolémée dans son Almageste.
La mythologie grecque lui fournit deux origines.
- Elle honorerait la déesse de la Justice Thémis, ou encore sa fille Astrée qui, assimilée à la vierge et farouche Artémis, aurait quitté la Terre parce que la grossièreté des hommes l'avait dégoûtée. Pour cette raison, la Vierge est presque toujours représentée portant la Balance ainsi qu'un épi de blé[4],[5],[6],[7], car c'est au début du signe qu'on célèbre la moisson.
- Selon une autre explication, c'est Érigone qui aurait donné son nom à la constellation. Son père Icarios avait révélé à des bergers le secret de la fabrication du vin. Ivres et se croyant empoisonnés, ils le tuèrent. Érigone se pendit de désespoir. Pour récompenser sa piété filiale, Zeus la plaça au ciel. Chez les Grecs et les Romains, la constellation de la Vierge se nomme « Érigone[8] ».

Les déesses associées au signe astrologique de la Vierge sont Athèna et Démeter (ou Cérès). D'une part, Athéna, fille de Zeus et Métis, est la déesse de la sagesse. Elle est aussi connue pour sa virginité ainsi que sa stratégie militaire. D'autre part, Déméter (ou Cérès), fille de Saturne et de Rhéa, est la déesse des moissons, de la fécondité et de l'agriculture,.

## Caractéristiques selon l'astrologie
La Vierge est un signe mutable lié à l’élément classique de terre, principe de sens concret qu'il partage avec le Taureau et le Capricorne.
Sa planète maîtresse est Mercure.
Dans son Tetrabiblos, Claude Ptolémée rejette les décans, dont les maîtres nous sont toutefois connus par Teukros (Ier siècle apr. J.-C.) : le 1er décan de la  Vierge est gouverné par le Soleil, le 2e par Vénus et le 3e par Mercure.
Son signe opposé et complémentaire est celui des Poissons.
L'astrologue Gustave Lambert Brahy synthétise le signe de la Vierge par trois mots : analyse, critique, raison.
Yves Haumont décrit la Vierge comme modeste et tâtillonne.

### Planètes en Vierge
L'astrologue Germaine Holley énumère l'indicence des transits planétaires en Vierge :
- Soleil - « Achevant là son cycle formateur, l'être analyse, détaille, sert, soigne, enseigne, mais au demeurant ne vit pas ce dont il se sent digne » ;

- Lune - « L'imagination avide de s'instruire dans ce signe mercurien est positive, facilement critique » ;

- Mercure - « Sens critique, mémoire, tourmentée par besoin d'analyse, d'assimilation, de discrimination » ;

- Vénus - « Mobilisée par Mercure pour servir à condition que cela vaille la peine. L'amour exalte la mémoire. Tâtillonne en comptabilisant » ;

- Mars - « Ramasse les idées en bloc, les analyse, les active. Facilement ergoteur ou critique » ;

- Jupiter - « Enthousiasmé par le savoir acquis, Jupiter se pare de ses connaissances » ;

- Saturne - « Concentration de l'intelligence appelée à prendre pleinement conscience de ses acquis personnels » ;

- Uranus - « Ne peut se soumettre à la routine, événements soudains dans le service. Souvent travailleur astrologique » ;

- Neptune - « Nouvelles conceptions concernant le service, la médecine, le travail, l'enseignement ».

## Illustrations

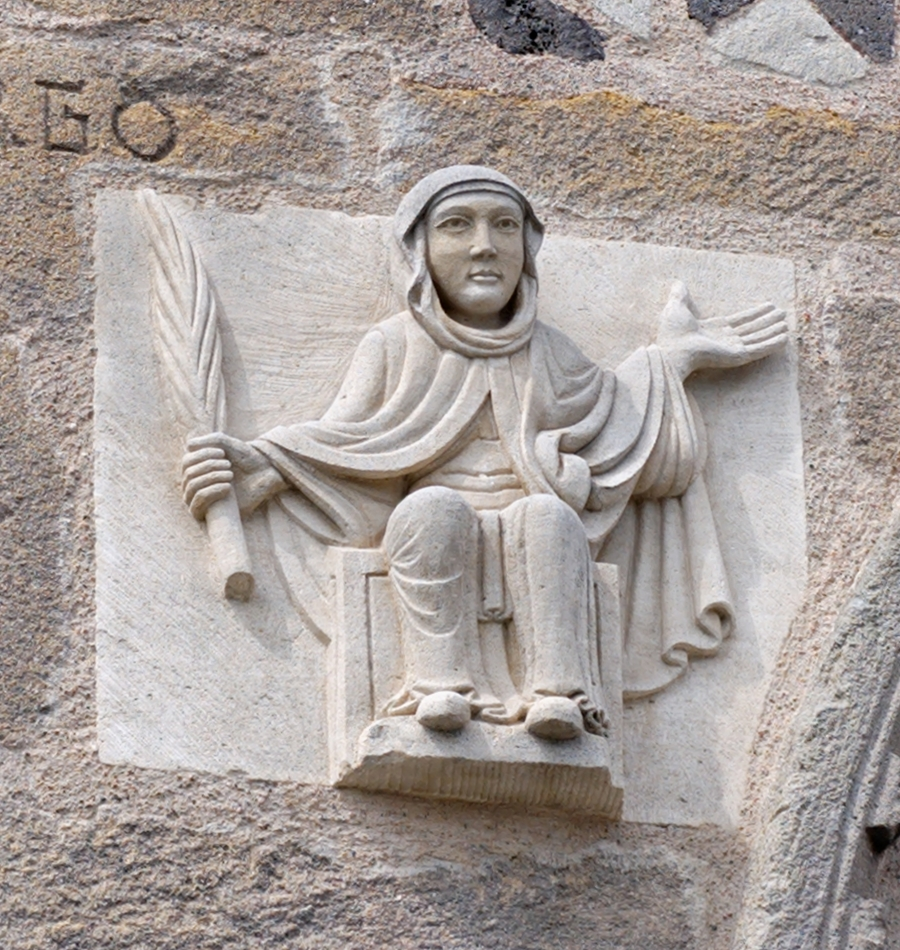
Représentation sur l'église Saint-Austremoine à Issoire.
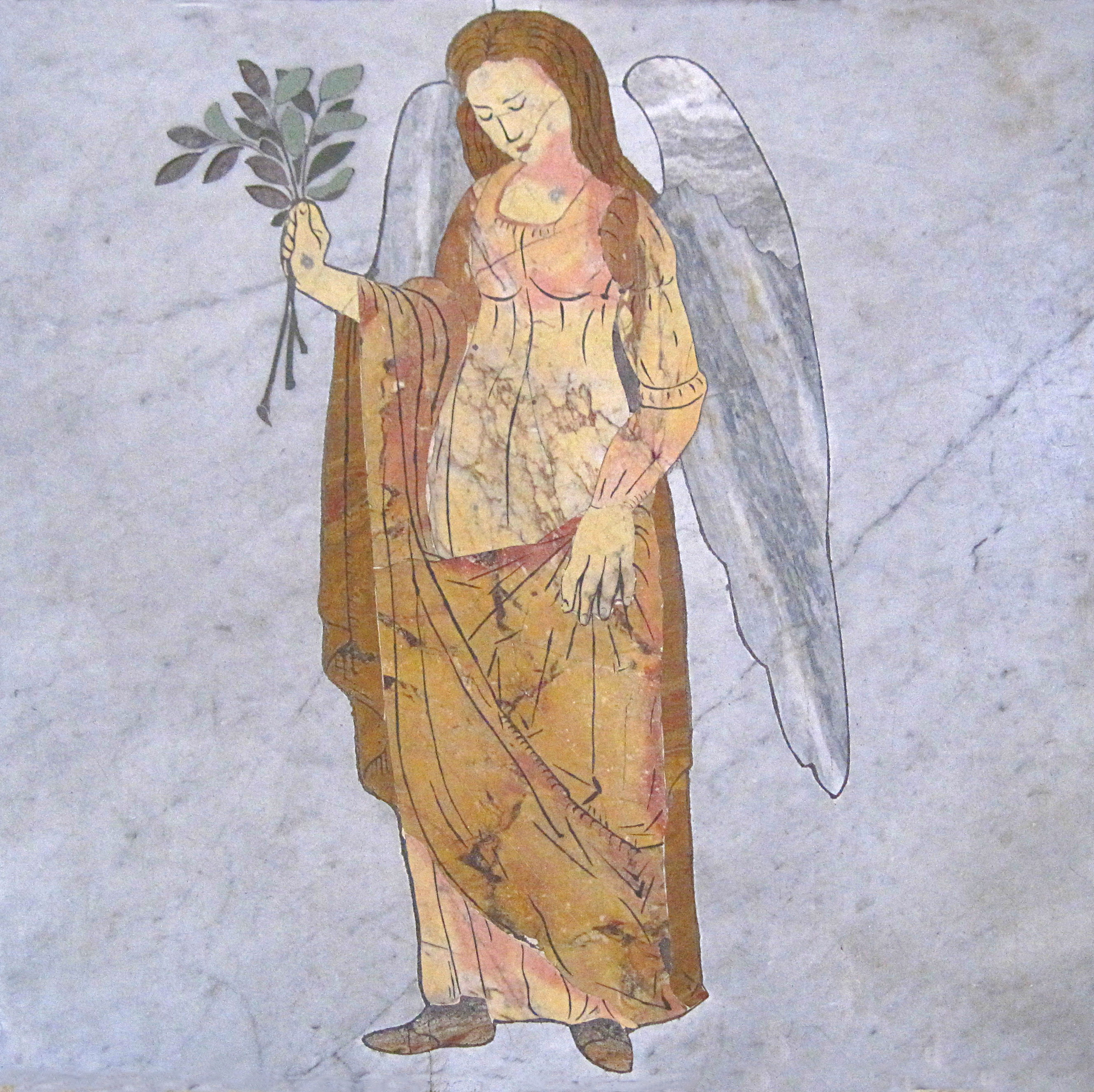
Zigne zodiacal de la vierge gémeaux ornant la méridienne de la basilique Ste-Marie-des-Anges-et-des-Martyrs à Rome.
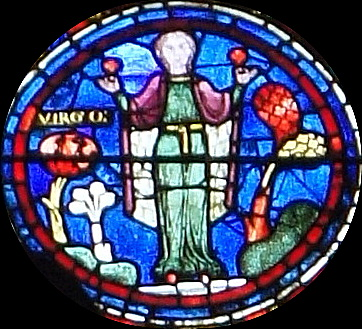
Vitrail sud de la cathédrale de Chartres.
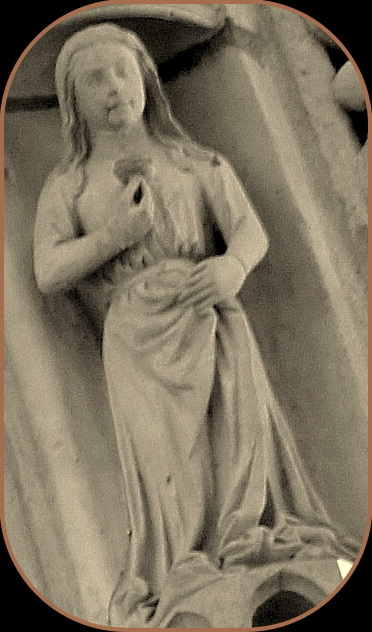
Portail nord de la cathédrale de Chartres.